# 乌日 (上索恩省)
乌日（法語：Ouge，法語發音：[uʒ]）是法国上索恩省的一个市镇，属于沃苏勒区。

## 地理
乌日（47°47'44"N, 5°42'13"E）面积13.49 平方千米，位于法国勃艮第-弗朗什-孔泰大區上索恩省，该省份为法国东部内陆省份，北起顺时针与孚日省、贝尔福地区省、杜省、汝拉省、科多尔省和上马恩省接壤。
与乌日接壤的市镇（或旧市镇、城区）包括：阿芒斯河畔拉费泰、法伊比约、阿芒斯河畔皮埃尔蒙、韦勒、绍维雷勒沙泰勒、拉卡尔特、芒斯河畔维特雷。

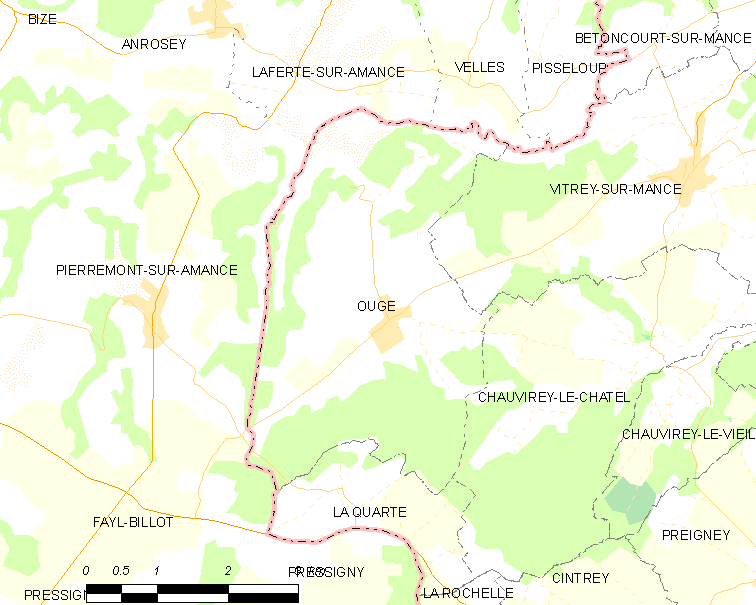
的OSM定位图

乌日的时区为UTC+01:00、UTC+02:00（夏令时）。

## 行政
乌日的邮政编码为70500，INSEE市镇编码为70400。

## 政治
乌日所属的省级选区为瑞塞县。

## 人口

1962-2008年间人口变化图示

乌日于2022年1月1日时的人口数量为108人。